# William Henry Evered Poole
William Henry Evered Poole, južnoafriški general, * 1902, † 1969.